# 32 (nombre)
Le nombre 32 (trente-deux) est l'entier naturel qui suit 31 et qui précède 33.

## En mathématiques
Le nombre 32 est :
- un nombre pratique ;
- le plus petit nombre n pour lequel l'équation φ(x) = n possède exactement 7 solutions ;
- la puissance cinquième de 2 (25 = 32) ;
- un nombre composé deux fois brésilien car 32 = 447 = 2215 ;
- la somme des trois premiers entiers non nuls élevés à leur propre puissance (11 + 22 + 33 = 32).

## Dans d'autres domaines
Le nombre 32 est aussi :
- des années du calendrier julien : 32 av. J.-C., 32 et 1932,
- le numéro atomique du germanium,
- le numéro de la sourate As-Sajda dans le Coran,
- en degrés Fahrenheit, c'est le point de congélation de l'eau au niveau de la mer,
- le nombre total de dents pour un humain adulte, incluant les dents de sagesse,
- le code ASCII et Unicode pour le caractère espace,
- la taille, en bits, de certains types de données entières, utilisés dans les représentations numériques des ordinateurs (équivalent à quatre octets),
- aux échecs, la quantité totale de carrés noirs sur l'échiquier, la quantité totale de carrés blancs, et la quantité totale de pièces (blanches et noires) au début de la partie,
- l'indicatif téléphonique international pour appeler la Belgique,
- le numéro du département français du Gers,
- le nombre d'années de mariage des noces de cuivre,
- Ligne 32  en transports en commun,
- le nombre de cartes d'un jeu tronqué,
- Dans la Divine Comédie de Dante, le nombre 32 représente le chant du 9e cercle (de l'enfer).